# Dasja, Alina & Karina
Dasja, Alina & Karina was een Wit-Russische meidenzanggroep, bestaande uit drie zangeressen: Dasja Nadina, Alina Molosj en Karina Zjoekovitsj.
De drie leerden elkaar kennen in 2006, toen ze met zijn drieën studeerden op het Vladimir Moeljavin Nationaal Muziekcentrum te Minsk, waar ze samen les kregen van dezelfde muziekleraar. Ze besloten een zanggroep te vormen uit interesse en plezier in het zingen.

## Zangeressen
De zangeressen vielen op doordat ze alle drie een andere haarkleur hadden, waarmee de vergelijking kon worden gemaakt met het Belgisch-Nederlandse K3.
Dasja is het blonde meisje van de zanggroep. Zij is tevens de winnares van de muziekwedstrijden The Window to Europe (Het raam naar Europa) te Sint-Petersburg in Rusland en New Music (Nieuwe muziek) in Bulgarije. Haar interesses zijn te vinden in de kunst en het reizen.
Alina is het zwartharige meisje van de groep. Zij is tevens succesvol geweest op het Internationale Festival des Kunsts Slavianski Bazaar in Vitebsk. Haar interesses zijn, net zoals bij Nadina, te vinden in de kunst.
Karina is het roodharige meisje van de groep. Zij is tevens succesvol geweest op het Internationale Festival voor Kinderkunst Golden Bee (Gouden Bij). Haar interesses zijn in tegenstelling tot de andere twee meer te vinden in het lezen, dansen en koken.

## Junior Eurovisiesongfestival
In 2008 werden Dasja, Alina & Karina bij een groot publiek bekend toen ze namens Wit-Rusland deelnamen aan het Junior Eurovisiesongfestival 2008 in Limasol, Cyprus. Ze traden aan met het liedje Serdtse Belaroesi, en eindigden daarmee op de 6e plaats. Ze kregen 86 punten.
2003: Volja Satsoek ·
2004: Jahor Vautsjoek ·
2005: Ksenia Sitnik ·
2006: Andrej Koenets ·
2007: Aleksej Zjigalkovitsj ·
2008: Dasja, Alina & Karina ·
2009: Joeri Demodovitsj ·
2010: Danil Kozlov ·
2011: Lidia Zablotskaja ·
2012: Egor Zjesjko ·
2013: Ilja Volkov ·
2014: Nadezjda Misjakova · 
2015: Roeslan Aslanov · 
2016: Aleksander Minjonok · 
2017: Helena Meraai · 
2018: Daniel Jastremisky · 
2019: Elizaveta Misnikova · 
2020: Arina Pechtereva